# Mauro Medina
Mauro Arturo Medina Guimaraes (Lima, 28 de abril de 1956) es un general retirado de la Policía Nacional del Perú (PNP). En abril de 2018, durante el Gobierno de Martín Vizcarra, fue nombrado Ministro del Interior dentro de su primer gabinete. Ejerció funciones hasta octubre de ese mismo año tras poner en disposición su cargo en respuesta a la fuga del país del exjuez César Hinostroza implicado en los CNM Audios.

## Biografía
Sus Padres fueron Mauro Medina Flores (un policía reconocido de alto rango) e Hilda Guimaraes Lozano. 
Tiene 3 hermanos: Martha, Meni y Fabiola, todos de los mismos progenitores y siendo él el segundo de los Medina Guimaraes.
Es egresado de la otrora Escuela de Oficiales del Centro de Instrucción de la Guardia Civil del Perú, habiendo prestado servicios en la institución policial durante 33 años. Pasó al retiro en 2010.
Tiene un diplomado en Dirección y Administración de Empresas en la Universidad ESAN, y cursos de especialización desarrollados en el extranjero, como Negociación y Rescate de Rehenes, en Luisiana, Estados Unidos; e Investigación Criminal, en España.
En 1979, como miembro de la Guardia Civil del Perú, prestó servicios como Comisario en la ciudad de Azángaro en Puno. Luego fue jefe del Batallón Antidrogas en la Base de Los Sinchis de Mazamari en 1995; y jefe de la Unidad de Radio Patrulla de Lima, entre 1998 y 1999.
Ocupó diversos cargos, como director de Tránsito de la PNP en 2003, oficial de enlace y asuntos internacionales en 2005, jefe de región policial de Cusco en 2008, director de Investigaciones de la Inspectoría General PNP en 2009 y jefe de Región Policial de Piura en 2010. Fue viceministro de Orden Interno entre julio de 2014 y agosto de 2015, durante el gobierno de Ollanta Humala.
El 2 de abril de 2018 juramentó como Ministro del Interior del Perú, en el primer gabinete del presidente Martín Vizcarra Cornejo.
Lamentablemente, su gestión se vio menoscabada al ser incapaz de mantener el principio de autoridad sobre el ordenamiento que debe existir en cuanto a la política de migraciones. Esto debido a que, por increíble que parezca, el Poder Judicial decide anular la solicitud -por parte de las autoridades peruanas- del pasaporte a los migrantes venezolanos. (7) Recuperado de https://elcomercio.pe/peru/ano-2018-sucesos-marcaron-migracion-venezolana-peru-noticia-592229
Cuando el 17 de octubre de 2018 se dio a conocer la huida a España del exjuez César Hinostroza (que tenía impedimento de salida del país desde el 13 de julio de 2018), Mauro Medina puso su cargo de Ministro a disposición. Ese mismo día el presidente Vizcarra aceptó su renuncia.